# أورويل (نيويورك)
أورويل (بالإنجليزية: Orwell, New York)‏ هي بلدة أمريكية تقع في الولايات المتحدة في مقاطعة أوسويغو، نيويورك. يقدر عدد سكانها بـ 1,167 نسمة ومساحتها 107.0 كم2 وترتفع عن سطح البحر 305 متر.